# تپه سیب بن
تپه سیب بن مربوط به هزاره اول قبل از میلاد است و در شهرستان سمنان، بخش مهدیشهر، روستای فولاد محله واقع شده و این اثر در تاریخ ۵ آذر ۱۳۸۰ با شمارهٔ ثبت ۴۴۵۵ به‌عنوان یکی از آثار ملی ایران به ثبت رسیده است.